# Parlamentní volby v Chorvatsku 2015
Parlamentní volby v Chorvatsku se uskutečnily 8. listopadu 2015. Šlo o řádné parlamentní volby, které se uskutečnily v souvislosti s ukončením stávajícího volebního období ke dni 28. září 2015. Ve volbách bylo zvoleno všech 151 poslanců Saboru.

## Situace před parlamentními volbami
Šlo o první parlamentní volby od vstupu země do Evropské unie v roce 2013. Předvolební kampaň kromě tradičních témat, jakými jsou ekonomická situace země a boj s korupcí, silně ovlivnila i otázka migrační krize a s tím související otázka bezpečnosti. V průzkumech sváděly vyrovnaný souboj dvě koalice- Chorvatsko roste, kterou tvořili převážně strany dosavadní středolevicové vlády a Patriotická koalice, kterou tvořily opoziční pravicové subjekty v čele s HDZ. Nebylo však vůbec jisté, zda se vítěznému bloku podaří získat parlamentní většina. Dvěma hlavním subjektům konkurovaly menší strany a koalice, jakými jsou například Úspěšné Chorvatsko bývalého prezidenta Iva Josipoviće, populistická formace Lidský štít a v poslední době zejména středopravicová strana Most starosty Metkoviće Bože Petrova, která byla považovaná za černého koně voleb.

## Výsledky voleb
Volební účast byla 60,82%.
| Koalice a strany                                | Počet hlasů | %      | Mandátů |
| ----------------------------------------------- | ----------- | ------ | ------- |
| Domoljubna koalicija (Patriotická koalice)      | 771,070     | 33,46% | 59      |
| Hrvatska raste (Chorvatsko roste; koalice)      | 744 507     | 32,31% | 56      |
| Most nezavisnih lista                           | 303 564     | 13,17% | 19      |
| Pravo na svoje (koalice)                        | 42 193      | 1,83%  | 3       |
| Koalicija rada i solidarnosti (koalice)         | 74 301      | 3,32%  | 2       |
| Hrvatski demokratski savez Slavonije i Baranje  | 30 443      | 1,36%  | 2       |
| Živi zid (Lidský štít)                          | 94 877      | 4,24%  | 1       |
| Uspješna Hrvatska (Úspěšné Chorvatsko; koalice) | 34 573      | 1,54%  | 1       |
| Održivi razvoj Hrvatske                         | 38 830      | 1,74%  | 0       |
| U ime Obitelji – projekt Domovina               | 23 429      | 1,05%  | 0       |
| Ostatní                                         | 66 764      | 3,0%   | 0       |